# منحنی پمپ

## منحنیهای عملکردی پمپ‌ها
کارخانه‌های سازنده پمپ‌ها جهت مشخص نمودن شرایط و عملکردهای هر پمپ، منحنی‌های مختلفی را با انجام آزمایش‌های مشخصی به همراه درخواست مشتری ارائه می‌دهند. مسئله مهم کاربردی بودن این نمودارها بعد از
خرید و در هنگام بهره‌برداری از آن‌ها است.
سیال مورد استفاده جهت آزمون پمپ، بیشتر آب یا گازوییل، در دمای محیط است. دلیل استفاده از آنها
ارزانی، راحتی و در دسترس بودن است. در صورتی که سیال پمپ شونده سیالی با لزجت بالاتر از آب باشد، بایستی با استفاده از ضرایب تصحیح، اصلاحات لازم بر روی منحنی عملکردی که با آب بدست آمد است، انجام شود.
معمولاً منحنی‌های عملکرد پمپ‌ها را در یک دور خاص نمایش می‌دهند (مثلاً در ۱۴۵۰ دور بر دقیقه یا ۲۹۰۰ دور بر دقیقه). ترسیم منحنی‌های عملکردی پمپ‌های گردشی و جابجایی مثبت معمولاً متداول نیست.
در ذیل ۴ نمونه از این منحنی‌های عملکردی معرفی می‌گردند.

### ۱- منحنی مشخصه پمپ (H-Q)
شرکتهای سازنده پمپ، با توجه به مشخصات پمپ از جهت تأمین فشار و دبی و بهره‌وری کارکرد پمپ، منحنی مشخصه پمپ را ارائه می‌کنند تا مصرف‌کنندگان با در نظرگرفتن مشخصات فشار و دبی مورد نیاز خود و منحنی مشخصه پمپ‌ها، پمپ مورد نظر خود را انتخاب نمایند.
لازم است ذکر شود که منحنی مشخصه پمپ‌های گریز از مرکز (منحنی H-Q) معمولاً برای آب تهیه می‌شود.<ref>نمودار زیر نمونه‌ای از منحنی مشخصه یک پمپ را نشان می‌دهد.
در این شکل محور عمودی ارتفاع آبدهی (فشار به وجود آمده در خروجی پمپ) و محور افقی دبی پمپ را نشان می‌دهد.

### ۲- منحنی مصرف یا انرژی (P-Q)
با توجه به الگوی مصرف دبی و فشار مورد نیاز متناسب با این مصرف، منحنی توان مصرفی پمپ بر حسب دبی ترسیم می‌گردد که این منحنی را، منحنی مصرف می‌نامند. نمودار زیر نمایانگر این منحنی است.
نقطه تقاطع منحنی مصرف و منحنی مشخصه پمپ را نقطه کاری می‌نامند. در نمودار منحنی‌های عملکردی و تعیین نقاط مهم نقطه کاری روی نمودار مشخص شده‌است.

### ۳- منحنی بازده یا بهره‌وری (ɳ-Q)
وقتی آب از یک آب‌پاش که با زاویه ۴۵ درجه قرار گرفته‌است، جریان یابد مسیری را می‌پیماید که شکل این مسیر همان منحنی بهره‌وری است. ابتدا آب به سمت بالا رفته و به اوج می‌رسد (که به آن، نقطه حداکثر کارایی یا BEP گفته می‌شود) و سپس به سمت پایین می‌آید که شکل سهمی را به وجود می‌آورد.
منحنی بهره‌وری می‌تواند در منحنی مشخصه پمپ نیز رسم شود که در این حالت از نقطه حداکثر کارایی، خطی عمودی رسم می‌شود تا منحنی مشخصه پمپ را در نقطه‌ای قطع کند که در آن نقطه بیشترین بهره‌وری پمپ جهت پمپاژ سیال رخ خواهد داد.

### ۴- منحنی طول مکش خالص مثبت (NPSH-Q)
همواره باید فشار و دمای ورودی سیال به پمپ مورد توجه قرار گیرد. اگر فشار مطلق در مکش پمپ به فشار بخار سیال، نزدیک شود، پدیده حباب‌زایی رخ می‌دهد. مقدار فشاری که باید به فشار بخار اضافه گردد تا در سیال حباب‌های بخار تشکیل نشود را، عمق مکش درخواستی گویند.
این مقدار جزو مشخصات پمپ است و با سرعت پمپ و دبی عبوری از پمپ متناسب است و توسط سازنده پمپ محاسبه می‌گردد. هنگامی که سیال عبوری از پمپ، سیال با درجه حرارت بالا باشد، عمق مکش درخواستی اهمیت بیشتری پیدا می‌کند.
فشار بخار با افزایش دما، افزایش می‌یابد و طول مکش خالص مثبت مجاز کاهش می‌یابد. اگر طول مکش خالص مثبت مجاز کمتر از عمق مکش درخواستی پمپ شود، حباب‌زایی، سر و صدا، غیریکنواختی جریان و مشکلات مکانیکی ایجاد خواهد شد.
برای جلوگیری از پدیده حباب‌زایی لازم است تا رابطه زیر برقرار باشد:
NPSHa > NPSHr + 2 ft
همانگونه که از منحنی عمق مکش مشخص است در محدوده‌ای نزدیک به نقطه کارایی حداکثر، شیب منحنی ناگهان به‌طور قابل ملاحظه‌ای افزایش می‌یابد.
یعنی امکان ایجاد پدیده حباب‌زایی به صورت ناگهانی بیشتر می‌شود؛ بنابراین باید دقت نمود که پمپ در ناحیه‌ای قبل از شروع این افزایش انتخاب گردد.
برای درک ارتباط و مقایسه چهار منحنی ذکرشده، در نمودار زیر چهار منحنی عملکردی پمپ در یک نمودار بر حسب دبی رسم شده‌است. یکی از نتایج این نمودار، نقاط تلاقی و مناطقی است که در انتخاب پمپ باید مورد توجه قرار گیرند.
یکی از این مناطق مهم، محدوده اطراف نقطه کارایی حداکثر است که پیش از این توضیح داده شد. نقاط تلاقی مهم نیز عبارتند از:
- نقطه حداکثر کارایی: بیشترین بهره‌وری پمپ جهت پمپاژ سیال در ابن نقطه رخ می‌دهد. در این نقطه کمترین نیروی شعاعی به پروانه وارد می‌شود و پمپ حداقل ارتعاش و سروصدا را داراست. در هنگام انتخاب پمپ نقطه کاری پمپ باید نزدیک نقطه حداکثر کارایی باشد تا باعث افزایش کارایی پمپ شود.
- نقطه کاری: محل تلاقی منحنی مشخصه با منحنی مصرف است. اهمیت این نقطه بدین سبب است که توصیه می‌شود نقطه کاری نزدیک نقطه حداکثر کارایی باشد، زیرا در صورت دور شدن از این نقطه بازده پمپ کاهش می‌یابد.
- نقطه نهایی پمپ: مقدار دبی در این نقطه بیشترین مقدار است زیرا پمپ حداکثر میزان توان را مصرف می‌کند و پمپ با سر و صدا و ارتعاش زیاد کار می‌کند.
- نقطه خفگی پمپ: در این نقطه پمپ بیشترین ارتفاع آبدهی را دارا است. در نمودار مشخصه پمپ این نقطه محلی است که در آن دبی تقریباً صفر است.